# Wapen van Twijzel

Wapen van Twijzel

Het wapen van Twijzel is het dorpswapen van het Nederlandse dorp Twijzel, in de Friese gemeente Achtkarspelen. Het wapen werd in 1999 geregistreerd.

## Beschrijving
De blazoenering van het wapen luidt als volgt:
In goud een zwarte gaffel, van boven vergezeld van een boekweitkorrel, ter rechterzijde van een rogge-aar en ter linkerzijde van een klaver, alles van groen; een rood hartschil, beladen met een zilveren wezel.
De heraldische kleuren zijn: goud (geel), sabel (zwart), sinopel (groen), keel (rood) en zilver (zilver).

## Symboliek
- Gouden veld: symbool voor de zandgronden rond het dorp.[3]
- Gaffel: stelt de splitsing van wegen voor ter hoogte van Twijzel.[3]
- Boekweitkorrel: verwijzing naar de pelmolen welke in het dorp stond.[3]
- Rogge-aar: geplaatst aan linkerkant. Aan de westkant van het dorp bevonden zich de landbouwgronden waar rogge verbouwd werd.[3]
- Klaver: geplaatst aan rechterkant. Aan de oostkant van het dorp lagen de weidegronden.[3]
- Wezel: verwijst naar de bijnaam van de dorpsbewoners: "wezelingen".[3]

## Zie ook

Vlag van Twijzel